# Storie e geografie
Storie e geografie è la sesta raccolta degli Stadio, pubblicata in CD dalla EMI Italiana (catalogo 7243 594861 2 3) il 31 ottobre 2003 in occasione dei loro 25 anni di carriera, anticipata dal singolo Equilibrio instabile.
Il download digitale è stato pubblicato una settimana prima del CD, il 24 ottobre 2003.
Raggiunge la posizione numero 10 nella classifica italiana.
Il 30 gennaio 2004 è uscito il DVD Atlante di storie e geografie con 18 videoclip, 3 video inediti unplugged, interviste e altro materiale.

## Descrizione
Il doppio album è costituito da un primo CD di riedizioni e rimasterizzazioni con 4 inediti, una collaborazione con J-Ax e un duetto con Vittoria Belvedere. Il secondo CD raccoglie materiale già pubblicato.

## I brani
Inediti
- Equilibrio instabile[6] - Arrangiamento di Saverio Grandi.
- Quasi quasi - Arrangiamento di Saverio Grandi e Nicolò Fragile.
- La legge del dollaro - Arrangiamento di Andrea Fornili.
- Banana Republic - Cover di Banana Republics. Arrangiamento e produzione del gruppo.

Nuovi arrangiamenti
- Balla per me - Arrangiamento di Nicolò Fragile. Versione originale in Donne & colori.
- Chiedi chi erano i Beatles - Arrangiamento di Nicolò Fragile. Versione originale in Chiedi chi erano i Beatles.
- Ti ho inventata io - Arrangiamento di Saverio Grandi. Versione originale in Canzoni alla radio.
- Un altro grande figlio di puttana
Inedito, collaborazione con J-Ax degli Articolo 31, che cura anche i rap.
Arrangiamento di Roberto Drovandi, Andrea Fornili, Fabrizio Foschini. Versione originale in Stadio.
- Acqua e sapone - Arrangiamento di Andrea Fornili. Versione originale in La faccia delle donne.
- Canzoni alla radio - Arrangiamento di Nicolò Fragile, Versione originale in Canzoni alla radio.
- Mi manchi già
Inedito, duetto con l'attrice Vittoria Belvedere.
Arrangiamento di Saverio Grandi. Versione originale in Di volpi, di vizi e di virtù.

Tutti questi brani, eccetto Banana Republic, sono prodotti da Saverio Grandi e Gaetano Curreri e registrati allo studio Fragile di Lodi.

## Tracce
Gli autori del testo precedono i compositori della musica da cui sono separati con un trattino. Nessun trattino significa contemporaneamente autori e compositori.
L'anno è quello di pubblicazione dell'album che contiene il brano.
CD 1
1. Equilibrio instabile – 5:19 (testo: Saverio Grandi – musica: Saverio Grandi, Gaetano Curreri) – Inedito
2. Quasi quasi – 5:37 (testo: Saverio Grandi – musica: Saverio Grandi, Gaetano Curreri) – Inedito
3. La legge del dollaro – 4:23 (testo: Giacomo Esposito, Saverio Grandi – musica: Andrea Fornili, Saverio Grandi) – Inedito
4. Balla per me – 4:55 (testo: Saverio Grandi – musica: Saverio Grandi, Gaetano Curreri)
5. Chiedi chi erano i Beatles – 4:41 (testo: Norisso – musica: Gaetano Curreri)
6. Ti ho inventata io – 4:21 (testo: Roberto Casini – musica: Gaetano Curreri)
7. Un altro grande figlio di puttana (feat. J-Ax) – 4:24 (testo: Lucio Dalla, Gianfranco Baldazzi, Alessandro Aleotti – musica: Giovanni Pezzoli, Gaetano Curreri)
8. Acqua e sapone – 5:38 (testo: Vasco Rossi – musica: Gaetano Curreri)
9. Canzoni alla radio – 5:00 (testo: Luca Carboni – musica: Ricky Portera, Gaetano Curreri)
10. Stadio e Vittoria Belvedere – Mi manchi già – 5:00 (testo: Saverio Grandi – musica: Saverio Grandi, Gaetano Curreri)
11. Banana Republic – 3:13 (testo: Francesco De Gregori – musica: Steve Goodman, Jim Rothermel) – Inedito
12. Sorprendimi – 4:07 (testo: Saverio Grandi – musica: Saverio Grandi, Gaetano Curreri) – 2002
13. Chiaro – 4:04 (testo: Saverio Grandi – musica: Saverio Grandi, Gaetano Curreri) – 2002
14. Il segreto – 5:02 (testo: Saverio Grandi – musica: Saverio Grandi, Gaetano Curreri) – 2002
15. Lo zaino – 3:56 (testo: Vasco Rossi – musica: Gaetano Curreri) – 1998
16. Muoio un po' – 4:38 (testo: Saverio Grandi – musica: Justin Currie) – 1998

CD 2
1. Un disperato bisogno d'amore – 4:13 (testo: Saverio Grandi – musica: Saverio Grandi, Gaetano Curreri) – 1993
2. Ballando al buio – 4:21 (testo: Bettina Baldassari – musica: Bettina Baldassari, Gaetano Curreri) – 1998
3. Generazione di fenomeni – 5:01 (Saverio Grandi, Gaetano Curreri) – 1991
4. Swatch – 6:18 (testo: Francesco Guccini – musica: Andrea Fornili, Gaetano Curreri) – 1992
5. Dammi 5 minuti – 5:03 (testo: Saverio Grandi – musica: Gaetano Curreri) – 1997
6. Ho bisogno di voi – 4:57 (testo: Saverio Grandi – musica: Saverio Grandi, Gaetano Curreri) – 1991
7. Un volo d'amore – 4:57 (testo: Bettina Baldassari – musica: Bettina Baldassari, Gaetano Curreri) – 1997
8. Ti mando un bacio – 5:12 (testo: Bettina Baldassari – musica: Bettina Baldassari, Gaetano Curreri) – 1997
9. Graffiti – 4:31 (testo: Saverio Grandi – musica: Saverio Grandi, Gaetano Curreri) – 1992
10. Per la bandiera – 5:50 (testo: Francesco Guccini, Saverio Grandi – musica: Saverio Grandi, Gaetano Curreri) – 1992
11. Stabiliamo un contatto (versione album) – 6:53 (testo: Saverio Grandi – musica: Saverio Grandi, Gaetano Curreri) – 1992
12. C'è – 5:16 (testo: Luca Carboni – musica: Fabio Liberatori) – 1998
13. Vai vai – 4:52 (testo: Saverio Grandi – musica: Gaetano Curreri) – 1998
14. Bella più che mai – 5:45 (testo: Vasco Rossi – musica: Gaetano Curreri) – 1998

## Formazione
Gruppo
- Gaetano Curreri – voce, tastiera
- Andrea Fornili – chitarra
- Roberto Drovandi – basso (eccetto CD2: 3,6)
- Claudio Golinelli – basso (CD2: 3,6)
- Giovanni Pezzoli – batteria
- Luca Orioli – tastiere e arrangiamenti (CD2: 3,4,6,9-11)

Altri musicisti
- Saverio Grandi – arrangiamenti (CD1: 14)
- Nicolò Fragile – arrangiamenti (CD1: 12,13)
- Celso Valli – arrangiamenti (CD1: 15,16; CD2: 1 col gruppo,12-14)

I musicisti precedenti contribuiscono anche alle esecuzioni dei brani.
Arrangiamenti del gruppo con altri (CD2: 2,5,7,8).
- Lucio Fabbri – direzione strumenti ad arco